# سينارة بلقاء الساق
سينارة بلقاء الساق (الاسم العلمي: Cinara atroalbipes) هي نوع من الحشرات تتبع جنس السينارة من فصيلة المنية.